# Jeremy Sambrooke, VI baronetto
Sir Jeremy Sambrooke (1703 – 1740) è stato un politico inglese. Sedette alla Camera dei Comuni dal 1731 al 1740.

## Gioventù
Sambrooke era l'unico figlio maschio di Sir Samuel Sambrooke, III Baronetto, deputato di Bramber e Great Bedwyn, e della sua ex coniuge Elizabeth Wright. Tra le sue sorelle c'erano Jane Elizabeth Sambrooke (moglie di Charles Wake-Jones e Sir Humphrey Monoux, III Baronetto), e Susannah Sambrooke (moglie di John Crawley, deputato di Marlborough).
Suo nonno materno era Sir Nathan Wright di Caldecote, Warwickshire, Lord Custode del Gran Sigillo sotto il re Guglielmo III e la regina Anna. Sua zia materna, Dorothy Wright, era moglie di Henry Gray, III conte di Stamford. Suo nonno paterno era Sir Jeremy Sambrooke di Bush Hill, un direttore della Compagnia delle Indie Orientali.
Dopo aver frequentato la scuola del dr. Uvedale a Enfield, Sambrooke venne ammesso all'Inner Temple nel 1716 e, successivamente, al Trinity College di Cambridge il 7 luglio 1720, all'età di 17 anni, dove si diplomò nel 1722 

## Carriera
Avendo acquisito considerevoli proprietà nel nord del Bedfordshire dal 1719, Sambrooke si presentò come Tory in diverse elezioni, ma non ebbe successo nelle prime: a Queenborough nel febbraio 1728, a Wendover nel marzo 1728 e di nuovo a Queenborough nel gennaio 1729. Tuttavia, venne eletto membro del Parlamento per Bedford in un'elezione del 30 gennaio 1731, con il sostegno di Wriothesley Russell, III duca di Bedford e soprattutto per aver speso molti soldi generosamente. Venne rieletto senza opposizioni alle elezioni generali britanniche del 1734 e votò contro l'amministrazione in tutte le divisioni registrate.

### Titolo di baronetto
Successe al padre nel titolo di baronetto il 27 dicembre 1714. Suo padre era succeduto al titolo alla morte di suo zio materno Sir John Vanacker, II Baronetto.

## Vita privata
Sambrooke morì celibe il 5 luglio 1740. Gli successe al titolo di baronetto suo zio, Jeremy Sambrooke, il quinto e ultimo baronetto.